# ナタリア・ソコロワ (モデル)
ナタリア・ソコロワ（Natalia Sokolova、ロシア語: Наталья Соколова、1976年10月15日 - ）は、ロシアのアダルトモデル。モスクワ生まれ。

## 経歴
学者の家系の出であり、祖父はソビエト連邦の有名な発明家であった。母は高名な科学者で、両親路も博士号 (PhD) を持っていた。
子どもの頃には平和交流で日本に派遣されたこともあり、後には英語の勉強のためにイングランドに1か月滞在し、その甲斐あってモスクワ大学主催のコンテストに入賞し、1993年にメリーランド州のスプリングブルック高校への交換留学生に選ばれた。その後、16歳で、ボルチモア近郊カレッジパークのメリーランド大学に入学した。
17歳のとき、ハロウィンの日に深刻な交通事故に遭い、麻痺の虞れから、6か月間、車椅子生活を強いられた。モスクワに戻って以降も治療を続け、その後、復学して、1998年にメリーランド大学から金融・国際ビジネスの学士号を得た。
大学在学中、彼女はラスベガスで開催された「Hawaiian Tropics International Swimwear」の展示会に参加したが、これをきっかけに『PLAYBOY』誌からオファーを受け、有名になる機会を得た。1999年4月号のプレイメイト「Miss April」に選ばれ、その後、2001年まで数多くの号に登場した。
ソコロワは映画やテレビにも挑戦しており（ドラマ『ベイウォッチ (Baywatch)』のいくつかのエピソードに、ドナ・デリコが演じる役の友人役で出演している）、その身体的特徴を生かした役柄を演じている。2003年にはSABミラーの「Miller High Life」のテレビCMに出演した。

## 映画
- 2001年：Role of a Lifetime - Kristen M.O.W.
- 2001年：ソードフィッシュ (Swordfish) - ヘルガ (Helga) の友人
- 2002年：サブリナ (Sabrina, the Teenage Witch)（テレビシリーズ）- 女性モデル（シーズン6第20話=通算139話「ママとの再会 (The Whole Ball of Wax)」）
- 2002年：バナナ★トリップ (Boat Trip)

このほか、『PLAYBOY』誌関係のアダルト映像コンテンツがいろいろある。